# Wydawnictwo Naukowe PWN
Wydawnictwo Naukowe PWN (Éditions scientifiques polonaises PWN ; jusqu'en 1991 Państwowe Wydawnictwo Naukowe - Éditions scientifiques polonaises PWN, PWN) est un éditeur de livres polonais, fondé en 1951, lorsqu'il s'est séparé du Wydawnictwa Szkolne i Pedagogiczne.
Adam Bromberg, qui a dirigé l'entreprise entre 1953 et 1965, en a fait la plus grande maison d'édition de la Pologne communiste. La maison d'édition est surtout connue comme éditeur d'encyclopédies, de dictionnaires et de manuels universitaires. C'est le principal fournisseur polonais de littérature scientifique, éducative et professionnelle ainsi que d'ouvrages de référence. Il est l'auteur de la Wielka Encyklopedia Powszechna PWN, alors la plus grande encyclopédie polonaise, ainsi que de son ouvrage successeur, la Wielka Encyklopedia PWN, qui a été publiée entre 2001 et 2005. Il existe également une encyclopédie PWN en ligne - Internetowa encyklopedia PWN.
D'abord propriété de l'État, elle est devenue une entreprise privée en 1991. La société est membre de l'Association internationale des éditeurs scientifiques, techniques et médicaux.